# 政府閉鎖
政府閉鎖（せいふへいさ、英語: government shutdown）とは、政府機関が閉鎖されることであり、特に議会で本予算の予算案（あるいは暫定予算）の成立が難航することで期限切れとなり、政府庁舎が閉鎖されることを指す。

## アメリカ合衆国

### 連邦政府
アメリカ合衆国連邦政府においては、Antideficiency Act（Title 31 of the United States Code § 1341 合衆国法典31編1341条 不足金請求禁止条項）により、予算不足の際は緊急のものを除き、業務を停止しなければならないとされている。
アメリカでは新年度の予算案が可決しない場合、当面は臨時措置による予算で政府が運営されるが、この資金が枯渇すると政府機関の閉鎖や米国債の債務不履行の可能性が発生する。

#### 過去の事例
- 1981年 米国連邦政府閉鎖
- 1984年 米国連邦政府閉鎖
- 1990年 米国連邦政府閉鎖
- 1995年 - 1996年 米国連邦政府閉鎖
- 2013年 米国連邦政府閉鎖
- 2018年1月 米国連邦政府閉鎖
- 2018年12月[2]-2019年2月 米国連邦政府閉鎖

#### クリントン政権
民主党のビル・クリントン政権期の1995年から1996年にかけてのアメリカ合衆国の政府閉鎖の際には、368の国立公園、国立美術館、博物館、科学館などが閉鎖された。またパスポートの発給が停止し、20万人に影響が出たほか、毒物処理機関が閉鎖され、社会保障給付や恩給が停止された。重要な政府機関の閉鎖は回避され、航空交通管制や郵便など重要なインフラも閉鎖されなかった。
1995年 - 96年の際には、下院議長ニュート・ギングリッチ率いる共和党と、民主党クリントン政権との予算をめぐる党派対立の高まり（均衡財政や福祉削減など）と国債上限引き上げ問題が同時に発生していた。議会両院の多数党を占めていた共和党は歳出法案（予算法案）と債務上限引き上げ法案（国債発行法案）を阻止することでクリントン政権から妥協を引き出そうとしたものの、クリントン政権が容易に屈せず対立が長引き政府閉鎖が発生した。

#### オバマ政権
民主党のバラク・オバマ政権期の2013年3月、暫定予算の期限（3月27日）が迫る中で歳出削減を巡って、共和党と民主党が対立して、政府閉鎖のおそれを生じたが、強制削減後の水準に連邦政府支出を抑制しつつ、各省庁一律カットとはせず、国防関連費・農業・司法などについては、柔軟な支出を可能にする内容で折り合って暫定予算の延長が成立し政府閉鎖を回避。
2013年9月、医療保険改革法（いわゆるオバマケア）を巡って、下院で多数を占める共和党は支出増大を招くとして反対しているのに対し、上院で多数の民主党は内政の最重要課題であり変更には応じられないとして対立して予算が成立しなかったため、10月1日から一部政府機関の閉鎖となる事態が発生。2013年10月16日に上下両院で政府機関の再開を可能にする来年1月15日までの暫定予算が可決され10月17日より一部で閉鎖されていた政府機関が再開された。スタンダード&プアーズによれば、この政府機関一部閉鎖によって生じた経済的損失は240億ドル（約2兆3千億円）とされる。

#### トランプ政権
共和党のドナルド・トランプ政権期の2018年1月、若年移民に対する国外強制退去の延期措置の存続の是非を巡っての交渉が膠着し、1月20日から一部政府機関が閉鎖された。

### 地方政府
- 2005年 ニューヨーク州エリー郡の政府閉鎖
- 2005年 ミネソタ州の政府閉鎖（2005年7月から2週間）
- 2006年 プエルトリコの政府閉鎖
- 2006年 ニュージャージー州の政府閉鎖
- 2007年 ペンシルベニア州の政府閉鎖
- 2007年 ミシガン州の政府閉鎖
- 2010年 ニューヨーク州の政府閉鎖
- 2011年 ミネソタ州の政府閉鎖[10]